# کمیته حقوق زنان و برابری جنسیتی پارلمان اروپا
کمیته حقوق زنان و برابری جنسیتی پارلمان اروپا (انگلیسی: European Parliament Committee on Women's Rights and Gender Equality) یکی از کمیته‌های پارلمان اروپا است که نظارت بر اجرای حقوق زنان و برابری جنسیتی در پارلمان اروپا را دنبال می‌کند.

## عضویت

### کرسی
| عضو | عضو        | گروه                                | نقش  | کشور  |
| --- | ---------- | ----------------------------------- | ---- | ----- |
|     | اولین رگنر | اتحاد مترقی سوسیالیست‌ها و دموکرات‌ها | رئیس | اتریش |

### نایب رئیس
- یوجنیا رودریگز پالوپ
- سیلویا اسپارک[۱]
- الیزابت وازبرگ-واریونیدی[۲][۳]
- رابرت بیدران[۴]

### اعضا
- رجینا باستوس
- ادیت باوئر
- گادفری بلوم
- آمینه بسکورت
- آندرئا چسکووا
- ماری کورنیلیسین
- سیلویا کاستا
- تادئوش زیمانسکی
- ایلدا فیگواردو
- ایراتسه گارسیا
- زیتا گورمای
- مری هانیبال
- سوفی اینتولد
- ترزا جیمنز-بسریل
- نیکول کیل-نیلسن
- رودی کراتسا تسگاروپولو
- کنستانس لو گریپ
- آسترید لولینگ
- آنجلیکا نیبلر
- سیری اوویر[۵]
- آنتونیا پروانوا
- فردریک ریس
- رائول روما
- نیکی سینکلر
- جوانا اسکرزیدلوسکا
- مارک تارابلا
- بریتا تامسن
- مارینا یاناکوداکیس
- آنا زابورسکا
- هلن فریزون

### جانشین‌ها
- روبرتا آنجی لیلی
- ایزاسکون بیلبائو باراندیکا
- ویلیها بیلینک‌یوچیوت
- فرانسیسکا برانتنر[۶][۷]
- آن دلوو
- کرنلیا ارنست
- رزا استاراس
- جیل ایوانز
- ماریا گابریل[۸][۹]
- سیلوی گیوم
- کنت یوهانسون
- کریستا کلاس
- موجکا کلوا
- کارتیکا لیوتارید
- اولریکه لوناچک
- جیسن میسنر
- مورتن مسرشمیت
- کاتارینا نیادالوا
- نوریکا نیکولای
- دوریس پک
- کریسولا ساتسوگلو-پالیادلی
- آنتیگونی پاپادوپولو
- سرپا پیتیکاینین
- راوانا پلامب
- سوزانا روتوفا
- لیکیا رانزولی
- جوانا سنزین
- النی تئوخاروس
- آنجلیکا فرتمن
- کورین فرتمن کول